# Platypalpus bilobatus
Platypalpus bilobatus är en tvåvingeart som beskrevs av Weber 1972. Platypalpus bilobatus ingår i släktet Platypalpus och familjen puckeldansflugor. Inga underarter finns listade i Catalogue of Life.